# Flashpoint (serial)
Flashpoint este un serial canadian creat de Mark Ellis și Stéphanie Morgenstern, care a fost difuzat prima oară pe 11 ianuarie 2008 pe CTV în Canada și CBS în Statele Unite.. Serialul este difuzat pe rețeaua de televiziune în limba franceză V (cunoscută anterior ca TQS) în Quebec din 9 martie 2009. Serialul a fost creat de Mark Ellis și Stephanie Morgenstern avându-i în rolurile principale pe Enrico Colantoni, Amy Jo Johnson, Hugh Dillon și David Paetkau.

## Sinopsis
În Flashpoint este vorba despre o echipă de la intervenții speciale, numită Unitatea de Raspuns Strategic specializată în acțiunile paramilitare. Unitatea de Raspuns Strategic  are rolul de a rezolva situații pe care polițiștii obișnuiți nu au fost antrenați să le rezolve printre care luările de ostatici, amenințările cu bombă și infractorii bine înarmați.